# Brooks Johnson
Brooks Johnson (* 28. Februar 1934 in Miami, Florida; † 29. Juni 2024 in Windermere, Florida) war ein US-amerikanischer Sprinter und Leichtathletiktrainer.

## Leben
Johnson war ein Leichtathletiktalent an der High School in Plymouth in Massachusetts. Sein Vater war ein Schuhputzer in Miami, Florida, seine Mutter war als Hausmädchen tätig.
Nach der High School besuchte Johnson die Tufts University. Dort war er Halfback und Kick Returner. Er beschrieb seine Laufbahn dort als eine mit mehr „Tiefpunkten als Höhepunkten“. Er erzielte dort einige Erfolge, darunter insbesondere eine Goldmedaille als Mitglied der 4-mal-100-Meter-Staffel (mit Ira Murchison, Ollan Cassell und Earl Young) bei den Panamerikanischen Spielen 1963 in São Paulo, aber eine Verletzung beendete seine Karriere. Er war kein Mitglied des US-amerikanischen Leichtathletikteams für die Olympischen Spiele 1964; er war auf dem Weg zum Qualifikationswettkampf an der Stanford University in einen Autounfall verwickelt.
Johnson erwarb einen J.D.-Abschluss an der University of Chicago Law School. Er praktizierte nie als Anwalt, sondern arbeitete für das Governmental Affairs Institute im US-Außenministerium in Washington D.C. Johnson dachte daran, Wirtschaftsanwalt zu werden, aber als der Vater eines Schulfreundes, der ebenfalls Anwalt war, ihm sagte: „Unabhängig davon, was ich persönlich denke, werden meine Partner sagen, dass im Wirtschaftsrecht kein Platz für Schwarze ist“, erkannte er, dass diese Rassentrennung bedeuten würde, dass das Rechtswesen nichts für ihn war.
Während seiner Zeit in Washington begann Johnson, Highschool-Athleten an der St. Albans School zu trainieren, wo er 1965 als Trainer, Sportdirektor und Lehrer für Kulturanthropologie und Geschichte begann. Johnson bekam den Job in St. Albans, als er als Community Organizer den Schulleiter, den verstorbenen Charles S. Martin, zur Rede stellte und einwandte, dass er „eine rein weiße Schule in einer schwarzen Stadt“ leite. Auf die Erwiderung „Was war seine Lösung?“ antwortete Johnson: „Ich bin die Lösung.“ Einer seiner Schüler dort war der vielversprechende junge Diskuswerfer und spätere Vizepräsident Al Gore. Sein Schulunterricht war auch für seine Schrulligkeit bekannt. In St. Albans gründete er 1970 das Überbrückungshilfeprogramm für Schüler aus traditionell unterrepräsentierten Verhältnissen.
Johnson verbrachte 12 Jahre in St. Albans, bevor er an die University of Florida (1975–79) als Assistenztrainer für Leichtathletik wechselte. Dann wurde er Cheftrainer an der Stanford University (1979–92), wo er die Nachfolge von Trainer Payton Jordan antrat, und an der California Polytechnic State University (1993–96). In St. Albans half Johnson dabei, etwa 200 Jungen aus der Innenstadt auf die Privatschule zu bringen, und zwar über ein von ihm geschaffenes Programm namens „The RISK Program“.
Johnson trainierte seit 1960 Olympiateilnehmer, angefangen mit dem Silbermedaillengewinner über 110 Meter Hürden Willie May. Zu den namhaften Olympiateilnehmern, die Johnson seitdem trainierte, gehörten Esther Stroy, ein 15-jähriges Mädchen, das er über einen Leichtathletikclub in der Nachbarschaft trainierte, damit sie es zu den Olympischen Sommerspielen 1968 schaffte, PattiSue Plumer, Evelyn Ashford und Chandra Cheeseborough.  Er trainierte auch Olympiateilnehmer und Rekordhalter wie Lacey O’Neal, Fred Sowerby, Martin McGrady, Sheila Ingram, Larry Shipp und Ray Brown. Der zukünftige Schauspieler Bobby Wisdom („Bunny Colvin“ in „The Wire“, als Robert Wisdom) lief für Johnson in St. Alban’s eine Viertelmeile. Der zukünftige Schauspieler Clancy Brown, der in „Die Verurteilten“ den Gefängniswärterhauptmann spielte, war ein von Johnson trainierter Kugelstoßer in St. Alban’s. Johnson war er Trainer der Damenmannschaft für Leichtathletik bei den Olympischen Sommerspielen 1984 in Los Angeles  und Staffeltrainer bei den  Olympischen Sommerspielen 2008. Johnson gehörte 1976, 1984, 2004 und 2008 zum Trainerstab der US-amerikanischen Leichtathletik-Olympiamannschaft. Johnson wurde 1997 in die Hall of Fame der US-amerikanischen Leichtathletiktrainer aufgenommen. Johnson war außerdem ehemaliger Direktor des ARCO Olympic Training Center für das US-Olympiateam (dort bei seiner Eröffnung 2003–2004) und fungierte als Vorsitzender der High Performance Division für USA Track & Field.
Johnson wurde 1996 von der Disney Corporation eingestellt, „um ein junges Sportprogramm in Gang zu bringen“. Er war noch immer aktiver Trainer einer kleinen ausgewählten Gruppe von Athleten, zu denen Justin Gatlin, Tiffany Williams und David Oliver gehörten. „Es ist eigentlich ziemlich einfach, weil viele der Probleme bereits gelöst sind“, sagte Johnson über seine Athleten. „Diese Leute waren schon vor ihrer Ankunft hier hervorragend und hatten olympische Referenzen, also kennen sie den Weg zum Podium. Unsere Aufgabe ist es, die Schritte zurück zum Podium zu verfolgen.“ Johnson war zuletzt im ESPN Wide World of Sports Complex in Walt Disney World tätig, wo man ihn mit seinem „charakteristischen beigen Strohhut“ antreffen konnte.
2011 äußerte Johnson, er plane nicht, sich zurückzuziehen, denn er sagte: „Ich trete gern [in Hintern]. Ich gewinne gern, mein ganzes Leben war wettbewerbsorientiert“, und er würde weitermachen, „bis sie mir Dreck ins Gesicht werfen“.
Johnson lebt zuletzt in Windermere in Florida. Er starb am 29. Juni 2024 im Alter von 90 Jahren an Prostatakrebs.

## Auszeichnungen und Ehrungen
2010 wurde Johnson von USA Track and Field als Nike Trainer of the Year geehrt. Im Jahr 2018 wurde Johnson mit dem USA Track and Field Legend Coach Award ausgezeichnet.
Die Auszeichnung Brooks Johnson Development Chair of the Year wird jährlich an den herausragendsten Vorsitzenden des USATF National Team Development Committee verliehen, dessen Arbeit die geleiteten Eventgruppen gefördert, unterstützt und weiterentwickelt hat. Er wird auf der USA Track & Field National Convention vom USATF National Team Development Committee zu Ehren von Brooks Johnson und seiner früheren Arbeit im USATF Development Committee verliehen.